# Hamit Şare
Hamit Şare (* 19. Februar 1982 in Bursa) ist ein türkischer Skirennläufer. Er startete hauptsächlich in den technischen Disziplinen Slalom und Riesenslalom. 

## Werdegang
Şare begann im Alter von fünf Jahren mit dem Skilaufen. 1993 wurde er Mitglied der Mannschaften des türkischen Skiverbandes. Im Verlauf seiner Karriere errang er sieben nationale Meistertitel. Zwischen 2001 und 2009 nahm er vier Mal an Alpinen Skiweltmeisterschaften teil. Sein bestes Resultat erzielte er bei den Weltmeisterschaften 2007 in Åre mit Platz 39 im Slalom. 2006 war er Mitglied des sechsköpfigen türkischen Teams bei den Olympischen Winterspielen in Turin. Zu dieser Zeit studierte Şare an der Sportfakultät der Uludağ-Universität in Bursa. Sein einziges Weltcuprennen bestritt er im Oktober 2009 in Sölden.
Seine letzten internationalen Rennen bestritt Şare im November 2009 in Frankreich, seither ist er nicht mehr in Erscheinung getreten.

## Erfolge

### Olympische Winterspiele
- Turin 2006: 40. Slalom, DNF Riesenslalom

### Weltmeisterschaften
- St. Anton 2001: 44. Slalom, DSQ Riesenslalom
- Bormio 2005: 44. Slalom, 55. Riesenslalom
- Åre 2007: 39. Slalom, 45. Riesenslalom
- Val-d’Isère 2009: DNF Riesenslalom, DNF Slalom

### Universiaden
- Tarvis 2003: 38. Slalom, 61. Riesenslalom, DNS Super-G
- Innsbruck 2005: 35. Slalom, 75. Riesenslalom

### Weitere Erfolge
- 10 Podestplätze bei FIS-Rennen, davon 3 Siege